# Alberto Franchetti
 (juillet 2024).
Pour les articles homonymes, voir Franchetti.
Œuvres principales
- Cristoforo Colombo
- Germania
- Notte di leggenda

Alberto Franchetti, né le 8 septembre 1860 à Turin et mort le 4 août 1942 à Viareggio, est un compositeur italien de la fin du XIXe et du début du XXe siècle, appartenant à l'École du vérisme et à la Giovane Scuola et un pilote automobile qui remporte en 1900, la Coppa Brescia.

## Biographie
Il était le fils du barone Raimondo Franchetti (1829-1905) et de son épouse Sarah Luisa von Rothschild (1834-1924), fille d'Anselm von Rothschild, banquier à Vienne. Son frère Edoardo Franchetti (1862-1926) était écrivain, amateur et collectionneur d'art. Il épousa en 1888, à Reggio d'Émilie, Margherita Levi (1865-1938), dont il eut trois enfants, avant de divorcer en 1897.

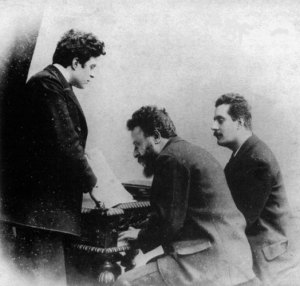
Franchetti (au piano) avec Pietro Mascagni et Giacomo Puccini, vers 1885.

Après avoir étudié au conservatoire de Munich avec Josef Rheinberger jusqu'en 1884, il continua ses études avec Felix Draeseke à Dresde, où il a écrit sa première symphonie (en mi mineur) l'année suivante. Se destinant alors à l'opéra, la première création de son œuvre Asrael a eu lieu à Reggio d'Émilie le 11 février 1888. Faisait suite en 1892 l'opéra Cristoforo Colombo pour l'Exposition universelle de 1893 ; Franchetti avait été recommandé comme compositeur par Giuseppe Verdi. Son œuvre Germania, designée un « drame lyrique », a été créée le 11 mars 1902 à La Scala de Milan.
Alberto Franchetti figurait parmi les admirateurs de l'œuvre de Richard Wagner. Très connu pendant la première moitié du XXe siècle, il est progressivement tombé dans l'oubli et aujourd'hui il ne reste de son expérience musicale que très peu de choses… Son œuvre est cependant très énigmatique, imprégnée à la fois du romantisme et de l'humanisme. Franchetti restera pour les mélomanes un artiste important.

## Œuvres

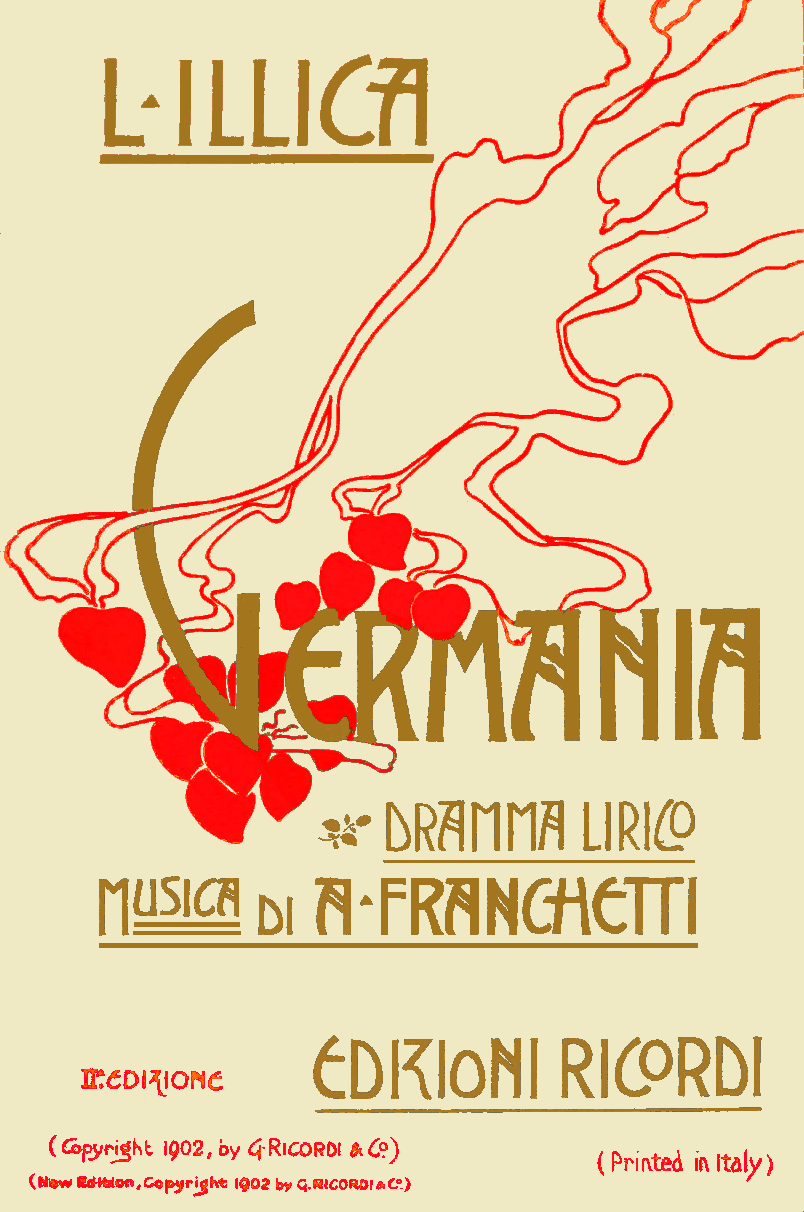
Germania, page de couverture de l'édition originale du livret (1902).

Les principaux opéras d'Alberto Franchetti sont Germania (opéra entré au répertoire et souvent interprété par Enrico Caruso) et Cristoforo Colombo, repris par la Metropolitan Opera de New York en 1992, à l'occasion du 500e anniversaire de la découverte de l'Amérique.
- Asrael, livret de Ferdinando Fontana, (1888)
- Cristoforo Colombo, livret de Luigi Illica (1892)
- Fior d'Alpe (le 15 mars 1894, à la Scala de Milan, sous la direction d'Edoardo Mascheroni)
- Il signor di Pourceaugnac (1897)
- Nella Foresta nera (1900)
- Germania, livret de Luigi Illica (contient l'air de ténor Studenti! Udite) (1902)
- Symphonie en mi mineur (1902)
- La figlia di Iorio, livret de Gabriele D'Annunzio (1906)
- Notte di Legenda (1915)
- Giove a Pompei, composé avec Umberto Giordano (1921)
- Glauco (1922)
- Fiori del Brabante (1930)